# Brujas (Panama)
Brujas è un comune (corregimiento) della Repubblica di Panama situato nel distretto di Chimán, provincia di Panama. Si estende su una superficie di 159,6 km² e conta una popolazione di 688 abitanti (censimento 2010).